# チキンボール

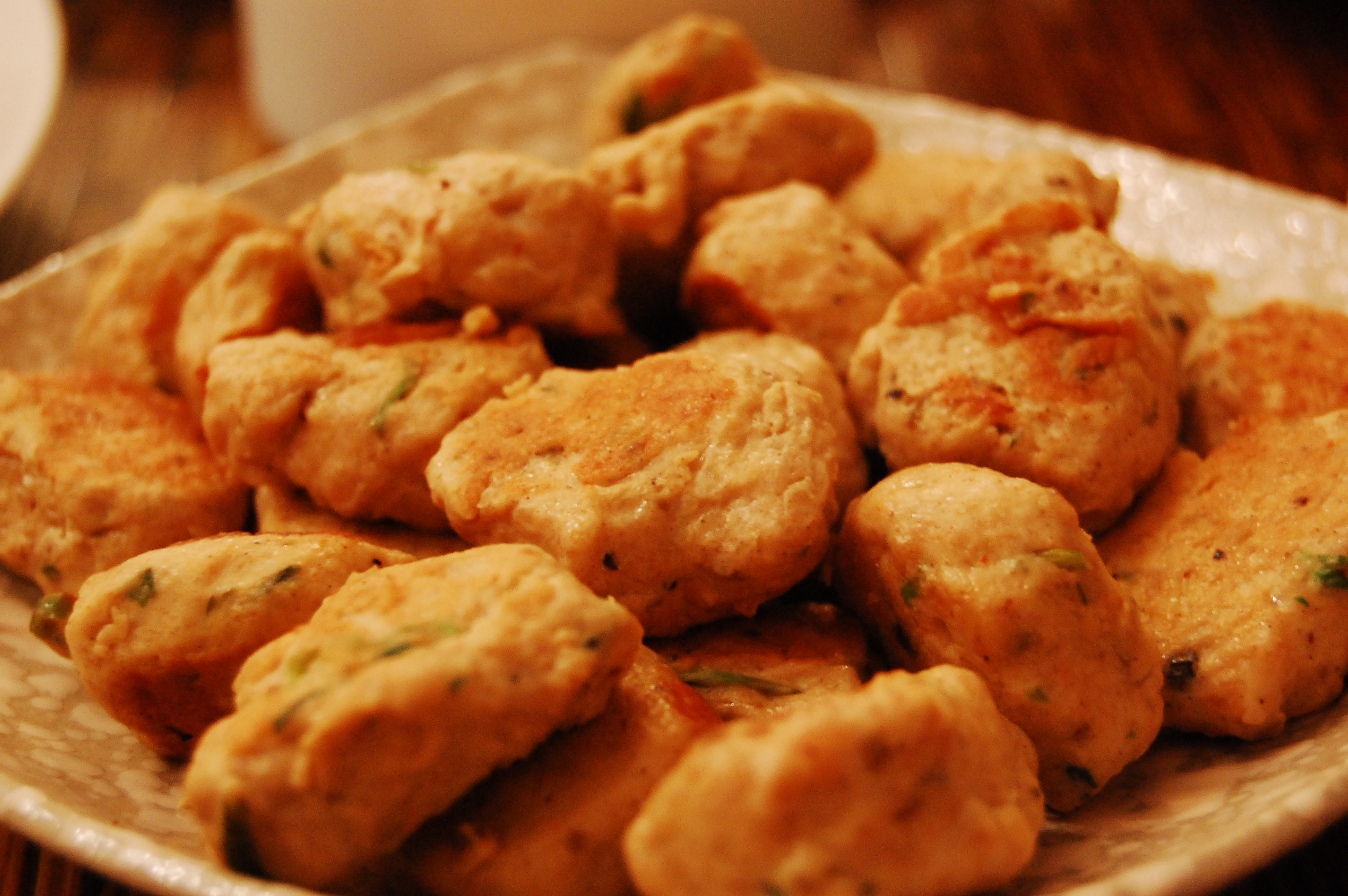
ガーリックチキンボール

チキンボール（英語: Chicken balls）は、小さな球状またはほぼ球状にした鶏肉を使った食品。いくつかの異なる食文化において調理され、食される。

## 西洋風中華料理

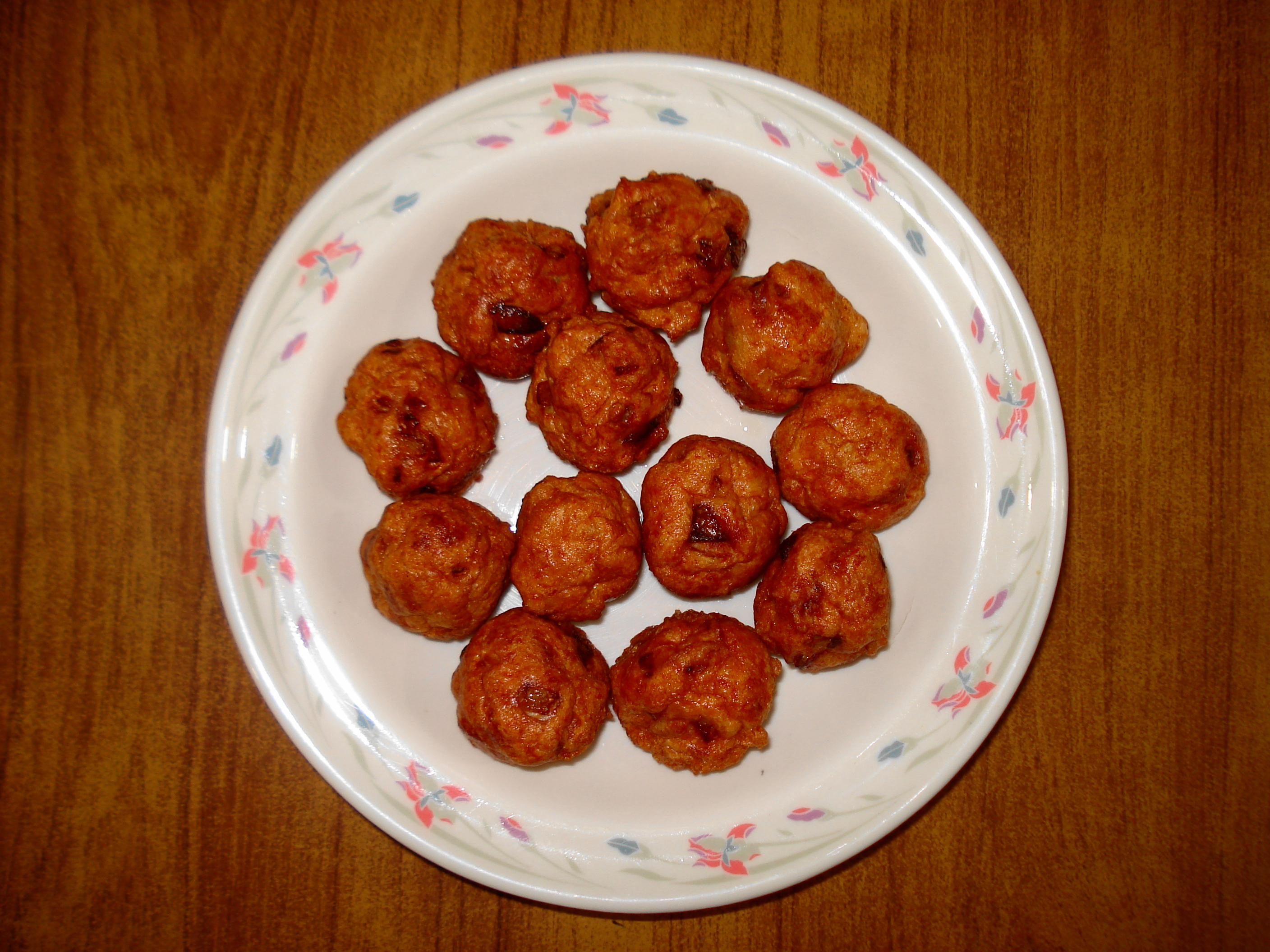
パキスタンの中華料理店のチキンボール

チキンボール（中国語: 鸡球、拼音：jī qiú）は現代中華料理としてカナダ、アイルランド、アメリカ、イギリスでテイクアウト商品として供される。この料理は、カリカリとした生地に包まれた小さな鶏むね肉の塊である。しばしばカレーソース、スイートアンドサワーソース、プラムソースを添えて供される。現地では中華料理と認識されるものの、本場の中国にこのようなレシピや料理名はない。

## アジア料理
類似のアジア料理としてフィッシュボールと呼ばれるものが東アジアや東南アジアで見られる。例えばフィリピンのtusok-tusokや日本のつくねなどがある。

## その他の食文化圏
上述のほかにもイタリア系ユダヤ人の料理イスラム料理の伝統にチキンボールがある。